# NGC 5567
NGC 5567 (другие обозначения — MCG 6-31-96, ZWG 191.75, NPM1G +35.0306, PGC 51161) — галактика в созвездии Волопас.
Этот объект входит в число перечисленных в оригинальной редакции «Нового общего каталога».